# Mazzin

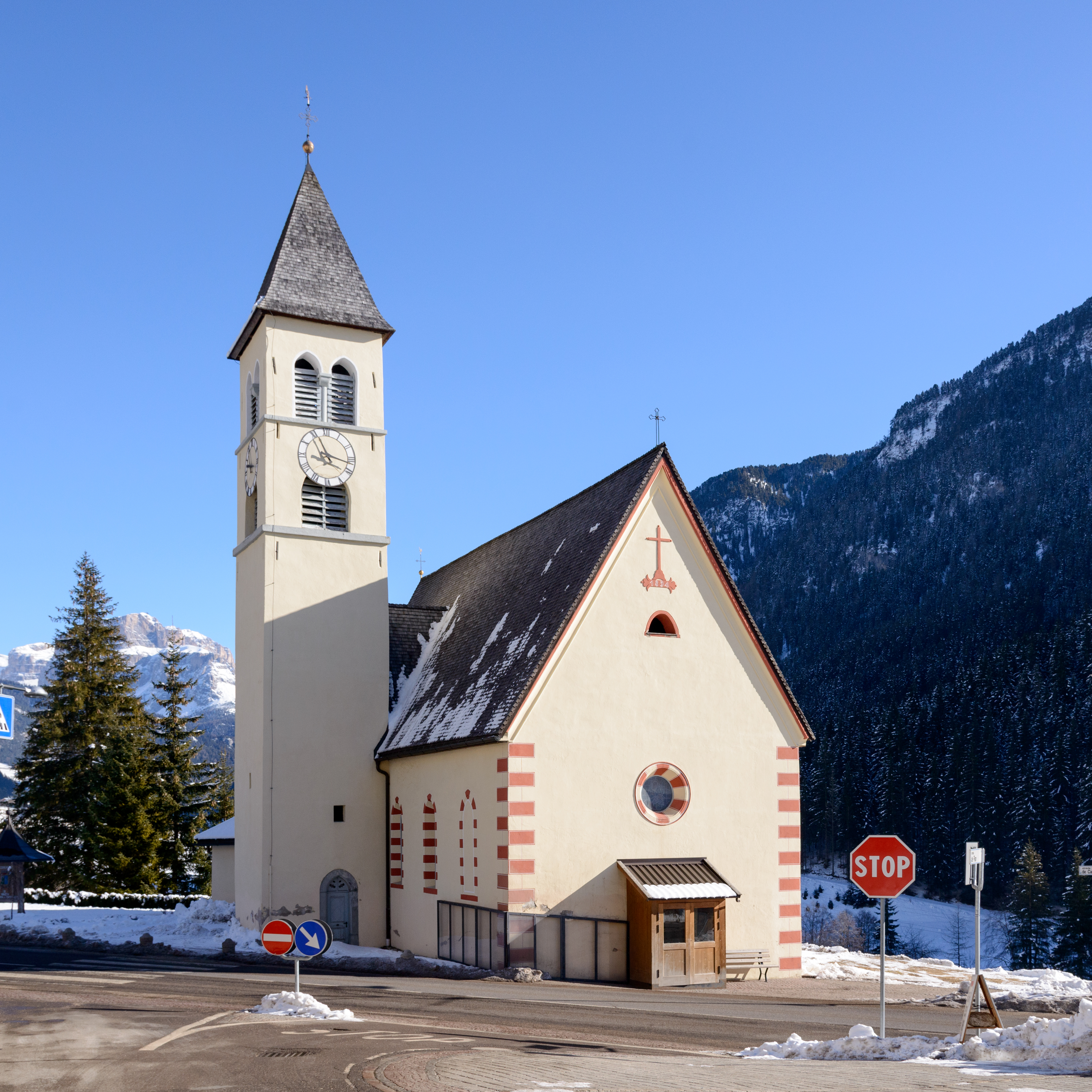
Kirche Maria Magdalena/Santa Maria Maddalena im Ortsteil Mazzin

Mazzin (ladinisch Mazin; deutsch veraltet Matzin) ist eine italienische Gemeinde mit 601 Einwohnern (Stand: 31. Dezember 2023) in der Provinz Trient östlich des Rosengarten. Sitz der Gemeindeverwaltung ist der Ortsteil Fontanazzo. Schutzpatron des Ortes ist die hl. Maria Magdalena. Mazzin gehört zur Talgemeinschaft Comun General de Fascia.

## Name
Der Ortsname Mazzin stammt wahrscheinlich aus dem Lateinischen "Macinus", was übersetzt "Mühle" bedeutet. U.a. ist der Name Macirnosc belegt. Im Jahr 1370 wurde der Name Mazung erwähnt.

## Geographie
Mazzin liegt etwa 64 km nordnordöstlich von Trient im Fassatal an der orographisch rechten Seite des Avisio auf 1395 m s.l.m. an der Einmündung des Val Udai. Die Gemeinde ist von mehreren Dolomitengruppen umgeben, so im Osten von der Marmolata- und im Westen von der Rosengartengruppe. Das Gemeindegebiet umfasst eine Fläche von 23,63 km². Nachbargemeinden sind Canazei, Campitello di Fassa und San Giovanni di Fassa sowie die Südtiroler Gemeinde Tiers. Auf dem Gemeindegebiet liegt die Antermoiahütte und der Antermoiasee.

## Verwaltungsgliederung
Zu Mazzin gehören die drei Fraktionen Campestrin, Fontanazzo und Fontanazzo di sopra.

## Geschichte
Der Ort wurde in den 1960er-Jahren bekannt durch Funde wichtiger Hinterlassenschaften von Siedlungen rätischen Ursprungs, die aus dem 4. bis 5. Jahrhundert v. Chr. stammen. Auf der Ausgrabungsstätte am "Doss dei Pigui", am linken Ufer des Avisio, fand man Reste einer antiken Festung, Geräte in Bronze, Waffen und Schmuckstücke, die heute im Ladinischen Museum in Vigo di Fassa aufbewahrt werden. Das historische Zentrum von Mazzin verfügt über einige Gebäude mit Fresken von historischem Interesse.

### Dorf der Pitores
Mazzin ist auch bekannt als das „Dorf der Pitores“ (italienisch: Il paese dei pitores) und weist eine jahrhundertealte Tradition des Kunsthandwerks auf, die noch heute vereinzelt lebendig ist. Die Pitores (deutsch: Maler) aus Mazzin waren Kunsthandwerker wie Dekorationsmaler und Maler im Bereich der bäuerlichen Malerei. Viele Ortschaften und Täler in Ladinien entwickelten spätestens im 18. Jh. eine spezifische Kunst- und Handwerkstradition. Sie zogen auf der Suche nach Arbeit seit der 2. Hälfte des 18., insbesondere aber seit dem frühen 19. Jahrhundert saisonweise aus, um als Wandermaler (auch Maler auf der Stör oder Störmaler) andernorts Fassaden, Stubengetäfel, Möbel wie Truhen, Alltagsgegenstände, aber auch Kirchen zu bemalen. Charakteristisch für die Fassaner Möbelmalerei ist eine grünliche bis blaue Grundierung, auf der – zumeist in einer Mischung rot-weißer Farbtöne – Blumenknospen, Rosenknospen und andere florale Motive, Vögel, bäuerliche Motive, religiöse Monogramme und ähnliches in Ei- oder Kasein-Tempera aufgemalt wurden. Die Motive sind mit wenigen, oft blass wirkenden Farben klar ausgeführt. Charakteristisch und dominierend ist oft ein kräftiges Kobaltblau, auch bekannt geworden unter dem Namen "Fassanerblau". Spuren von Fassaner Malern fanden sich in der gesamten ehemaligen österreichisch-ungarischen Monarchie, in der Schweiz und in Bayern. Zwischen den beiden Weltkriegen kommt die kunsthandwerkliche Produktion unter den schlechten wirtschaftlichen Verhältnissen zum Erliegen. Heute finden sich Beispiele für die Fassaner Möbelmalerei im Museum Ladin Ćiastel de Tor und im Tiroler Volkskunstmuseum. In Mazzin selbst kann man neben den Fresken an der Casa Battel, weitere Beispiele der Fassaner Malkunst an Hausfassaden und in der Kirche Maria Magdalena besichtigen.

## Kultur und Sehenswürdigkeiten

### Casa Battel
In Mazzin ist das einzige Beispiel einer intakten, ländlich-herrschaftlichen Bauernburg des gesamten Fassatales erhalten: die "Casa Battel" (von ital. Casa: Haus, auch "Cèsa/Ciasa Battel" und "Casa/Cèsa/Ciasa Cassan", "Gasthaus zum schwarzen Mann" oder umgangssprachlich Castello bzw. die Burg) wurde im 15. Jh. gebaut und im 16. Jh. befestigt, und ist mit einem Giebelturm, und mit Dekorationen und Fresken von beachtlichem, künstlerischem Wert ausgestattet. Von besonderem Interesse sind die Verzierungen an den Ecken und um die Türen und Fenster. Das Jahr 1785 ist an der Nordtür verziert. Südlich, der Hauptstraße zugewandt, wurde im 19. Jh. die Aufschrift "Gasthaus zum schwarzen Mann, Jakob Cassan" angebracht. An dem Gebäude finden sich religiöse Fresken: eine Mariahilf-Madonna mit Kind, Heiligen und Armen Seelen mit Heiliger Veronika und Antonius von Padua (1791); zwei Abbildungen von Johannes Nepomuk und dem Heiligen Florian (1791); eine weitere Madonna mit Kind, Antonius von Padua und der Heiligen Juliana (17. Jh.); und ein weiteres Gemälde mit einer Darstellung des Johannes dem Täufer (17. Jh.). Der Name Battel geht zurück auf eine im Fassatal alteingesessene Familie, belegbar mindestens seit dem 17. Jh. Der Name Cassan und die Bezeichnung "zum schwarzen Mann" gehen zurück auf den, aus Afrika stammenden, dunkelhäutigen Händler Jakob Cassan, der im 19. Jh. in dem Gebäude eine Schänke betrieb.

### Die Gefängnisse von Casa Costazza
Nördlich der "Casa Battel" befindet sich das Gebäude "Casa Costazza" (von ital. casa: Haus) mit Spuren von Wanddekorationen an der Ost- und Südfassade. An der Osttür befindet sich eine Inschrift und auf dem Portal die Jahreszahl 1518. Es ist eines der ältesten Beispiele für vollständig aus Mauerwerk errichtete Gebäude im Fassatal. Das Gebäude war der alte Sitz des Bischofsvikars und der Gefängnisse von Fassa.

### Kirche Maria Magdalena/Santa Maria Maddalena
Die Kirche Maria Magdalena/Santa Maria Maddalena befindet sich seitlich der Staatsstraße SS48, dezentral zur Ortschaft. Die Kirche wurde 1573 errichtet, 1582 geweiht und 1894 erweitert. Der Glockenturm wurde 1923 durch den Anbau eines zweiten Glockenturms erhöht. Die Kirche besitzt ein steiles Dach und einen Glockenturm mit einer pyramidenförmigen Spitze. An den Seiten öffnen sich gotische Fenster. Das Kreuz auf dem Giebel trägt die Jahreszahl der letzten Erweiterung (1894). Der Innenraum besteht aus einem Kirchenschiff und einer Apsis mit Kreuzrippengewölbe. Der Hochaltar stammt aus der Mitte des 18. Jahrhunderts und besteht aus mehrfarbigem Holz und Kunstmarmor. In Regalen stehen die Statuen des heiligen Bischofs und des heiligen Nikolaus. Der Tabernakel trägt die Statuen von Johannes dem Täufer und Evangelisten. Am Altarunterbau befindet sich ein Ölaltarbild mit der Heiligen Familie. Der rechte Seitenaltar ist ein auf 1730 datierbares hölzernes Altarbild mit einer Statue des heiligen Antonius mit Kind. Außerhalb stehen zwei weitere Statuen der Heiligen Peter und Paul. Der linke Seitenaltar stammt aus dem Jahr 1663 und ist dem heiligen Antonius von Padua geweiht; außerhalb links steht eine Statue der heiligen Maria Magdalena und rechts die Statue des heiligen Bischofs. Das kunstfertig geschnitzte Antependium hat zwei Seitennischen mit Skulpturen der Heiligen Peter und Paul. Im Triumphbogen befinden sich 15 polychrome hölzerne Basreliefs aus dem 17. Jahrhundert, auf denen die Rosenkranzmysterien dargestellt sind. Links vom Saal befindet sich ein Ölgemälde aus dem 19. Jahrhundert (Heiliger Josef mit Kind, Florian und Engeln). Die Leinwände der 14 Stationen des Kreuzwegs Jesu stammen aus dem Jahr 1815 und sind das Werk einheimischer Künstler.
Im Glockenturm befinden sich 3 Glocken, von denen zwei 1922 in Varese von der Gießerei Bianchi gegossen wurden, während die mittlere Glocke ein kostbares Stück seltener Handwerkskunst der berühmten Glockengießerfamilie Chiappani aus Trient von 1913 ist. Die Noten der Glocken sind F#3, Re4 und Mi4.

## Bilder

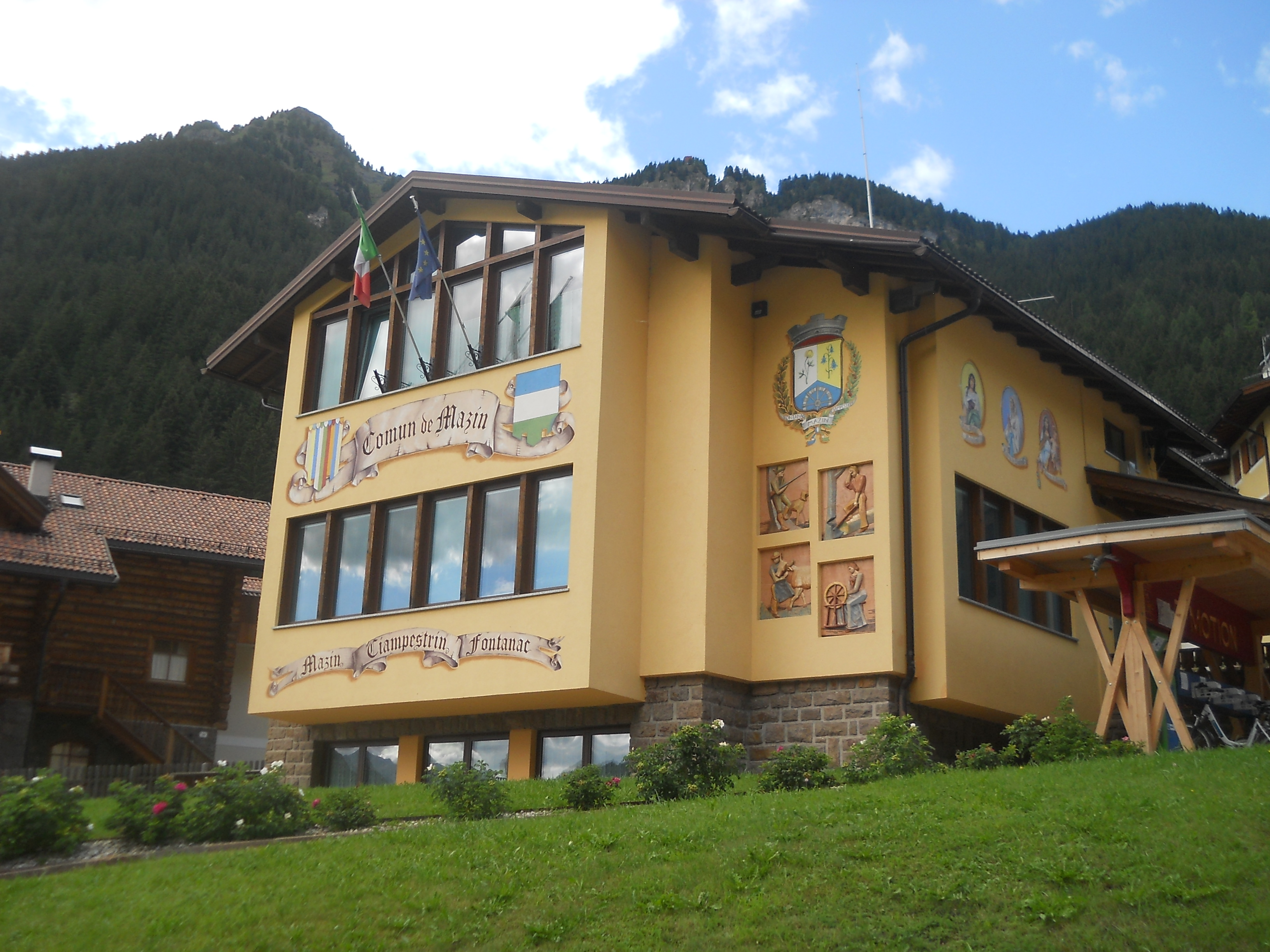
Rathaus
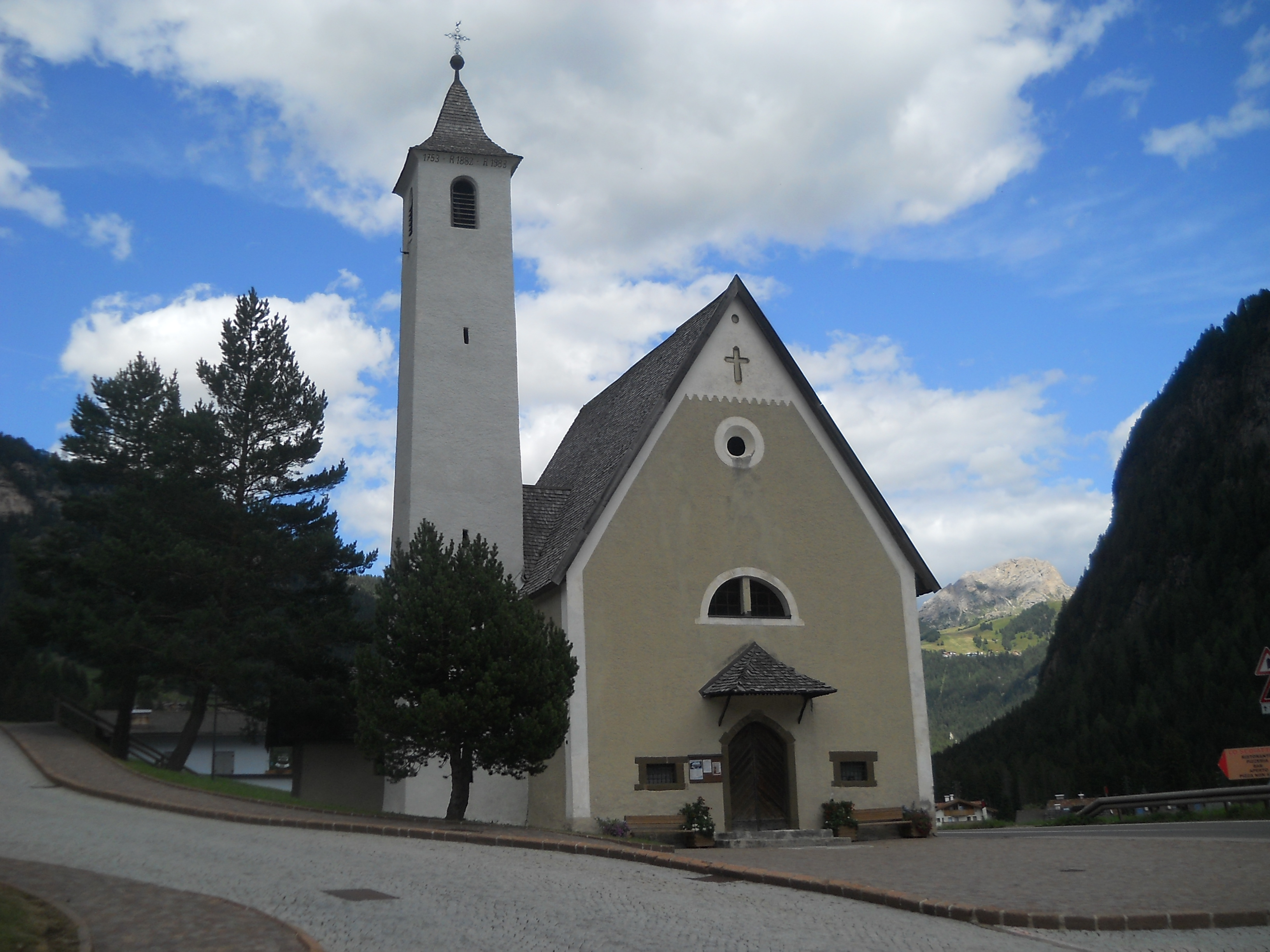
Kirche Madonna del Carmine im Ortsteil Fontanazzo
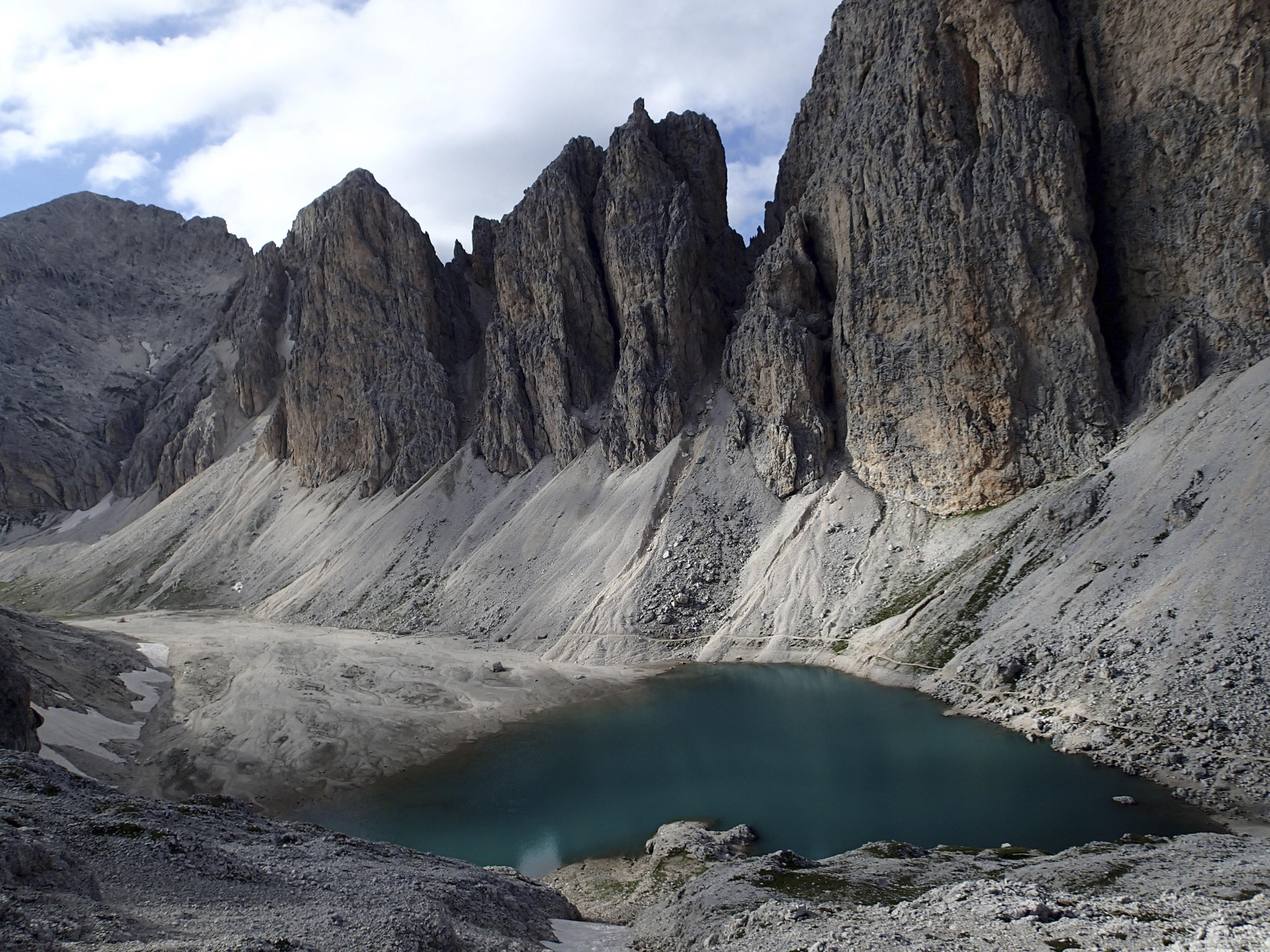
Antermoiasee